# Валерий Бестолков
Валерий Витальевич Бестолков (род. 24 сентября 1971, Ярославль) — белорусский предприниматель и общественный деятель, специалист в области блокчейн-технологий и криптоэкономики, поэт. С 2023 года — генеральный директор Ассоциации «Технологии распределённых реестров». Основатель международного форума Crypto Bridge — крупнейшего события по блокчейну и криптовалютам в СНГ и Восточной Европе. Инициатор и автор медиаплатформы FutureBy.info. Автор пяти сборников стихов, включая издание в Китае; член Союза писателей Беларуси с 2018 года.

## Биография
Родился 24 сентября 1971 года в Ярославле, РСФСР. В 1973 году переехал с семьёй в Минск, где окончил среднюю школу. В 1988 году поступил в Белорусский государственный политехнический институт (в настоящее время БНТУ) на факультет робототехники, окончил в 1993 году. В 1997 году окончил Белорусский университет управления со степенью экономиста.
С 2017 по 2019 год изучал блокчейн и криптоэкономику на курсе «Ценные бумаги и деривативы» под руководством профессора Леонида Алексеевича Желтонога. В 2019 году защитил дипломную работу, исследовав влияние экономики Китая на криптовалютный рынок.

## Деятельность
С 2018 года организовал серию круглых столов «Future.by», которая в 2020 году трансформировалась в медиаплатформу FutureBy.info.
С 2023 года — генеральный директор Ассоциации «Технологии распределённых реестров». Ассоциация объединяет белорусские проекты и экспертов в области блокчейна, криптовалют, AI и цифровой экономики.
Организатор форума **Crypto Bridge**:
- Первый форум состоялся 30 ноября – 1 декабря 2023 года в Минске (Falcon Club Arena); участие приняли более 1 400 участников из 20 стран, около 40 спикеров и 20 компаний.  
- Второй форум (22–23 ноября 2024) собрал больше 5 000 участников и 80+ экспертов из СНГ и Европы, позиционировался как крупнейший криптофорум в Европе и Азии.  
Форум организован информационно-аналитическим порталом FutureBy.info при поддержке Ассоциации «Технологии распределённых реестров» и Российской ассоциации криптовалют и блокчейна (РАКИБ).
Выступал модератором панельной дискуссии на TIBO‑2024 в Минск-Арене (6 июня 2024) по теме «Криптоэкономика и цифровая трансформация».

## Литературная деятельность
Автор пяти сборников стихов:
- Тридцать семь — Минск, 2011; переведён и издан в Китае (Цзинань, 2018).
- От первого лица — Минск, 2016[19].
- Гравитация любви — Минск, 2018, издательство «Галіяфы»[20].
- Киты-самоубийцы — Минск, 2021

Стихи включены в антологию *«Поэзия русского слова: антология современной русскоязычной поэзии Беларуси»* (Минск, 2019).

## Награды
- Международная бизнес-премия «Номер один» (2024) — специальная награда «За визионерство и вклад в цифровую экономику»[22].